# 15º Distaccamento di frontiera mobile "Confine d'acciaio"
La Brigata "Confine d'acciaio" (in ucraino Бригада «Сталевий кордон»?, Brihada «Stalevyj kordon»), ufficialmente nota come 15º Distaccamento di frontiera mobile (in ucraino 15-й мобільний прикордонний загін?, 15-j mobil'nyj prykordonnyj zahin, unità militare 1551), è un'unità militare della Guardia di Frontiera dell'Ucraina.

## Storia
L'unità è stata creata il 3 gennaio 2023, comprendendo personale veterano delle battaglie di Mariupol', di Sjevjerodonec'k e di Bachmut. Si tratta di un'unità atipica per la Guardia di Frontiera, essendo equipaggiata con armi anticarro, artiglieria e MANPADS. Il comando è stato assegnato al colonnello Valerij Padytel', comandante del 1º Distaccamento di frontiera durante l'assedio di Mariupol', fatto prigioniero dai russi dopo la caduta dell'Azovstal' e ritornato in patria il 21 settembre 2022.
Il 4 febbraio 2023 il Ministero degli affari interni ha annunciato la creazione di 8 nuove brigate a partire da unità esistenti della Guardia Nazionale, della Polizia per operazioni speciali e della Guardia di Frontiera, tramite un programma chiamato Guardia Offensiva. Il 15º Distaccamento è stato interessato dal progetto, venendo riorganizzato come brigata e ricevendo il titolo di "Confine d'acciaio". Il 24 febbraio ha ricevuto la bandiera di guerra da parte del presidente ucraino Volodymyr Zelens'kyj.
Dotata di equipaggiamento pesante e artiglieria, a partire da agosto 2023 la brigata è stata impiegata al fronte, inizialmente al confine con l'oblast' di Belgorod per colpire il nemico in territorio russo. Successivamente ha operato nelle regioni di Charkiv e di Luhans'k, venendo schierata a ottobre nelle retrovie del fronte lungo la linea Kreminna-Svatove. Il 14 novembre 2023 è morto in combattimento il capo di stato maggiore del 4º Battaglione della brigata, tenente colonnello Andrij Jefrosynenko. Il 21 marzo 2024 l'unità è stata insignita dal presidente ucraino Zelens'kyj del titolo onorifico "Per il Valore e il Coraggio". Nell'estate del 2024 è stata impiegata a supporto delle unità ucraine impegnate nella difesa di Vovčans'k dalla rinnovata offensiva russa nell'oblast' di Charkiv.

## Struttura
- Comando di brigata[11]
- 1º Battaglione di risposta rapida
- 2º Battaglione di risposta rapida
- 3º Battaglione di risposta rapida
- 4º Battaglione di risposta rapida
- 7º Battaglione di risposta rapida
- Battaglione genio
- Compagnia ricognizione
- Unità di supporto

## Comandanti
- Colonnello Valerij Padytel' (gennaio 2023 - settembre 2024)[12]
- Colonnello Kostjantyn Bezpal'ko (settembre 2024 - dicembre 2024)[13]
- Colonnello Oleksandr Biljuk (dicembre 2024 - in carica)[14]